# ملعب دينامو (بوخارست)
ملعب دينامو هو ملعب كرة قدم متعدد الأغراض يقع في بوخارست، رومانيا. يتسع لـ 15032 متفرج. تم افتتاحه في 1952.

## معرض صور

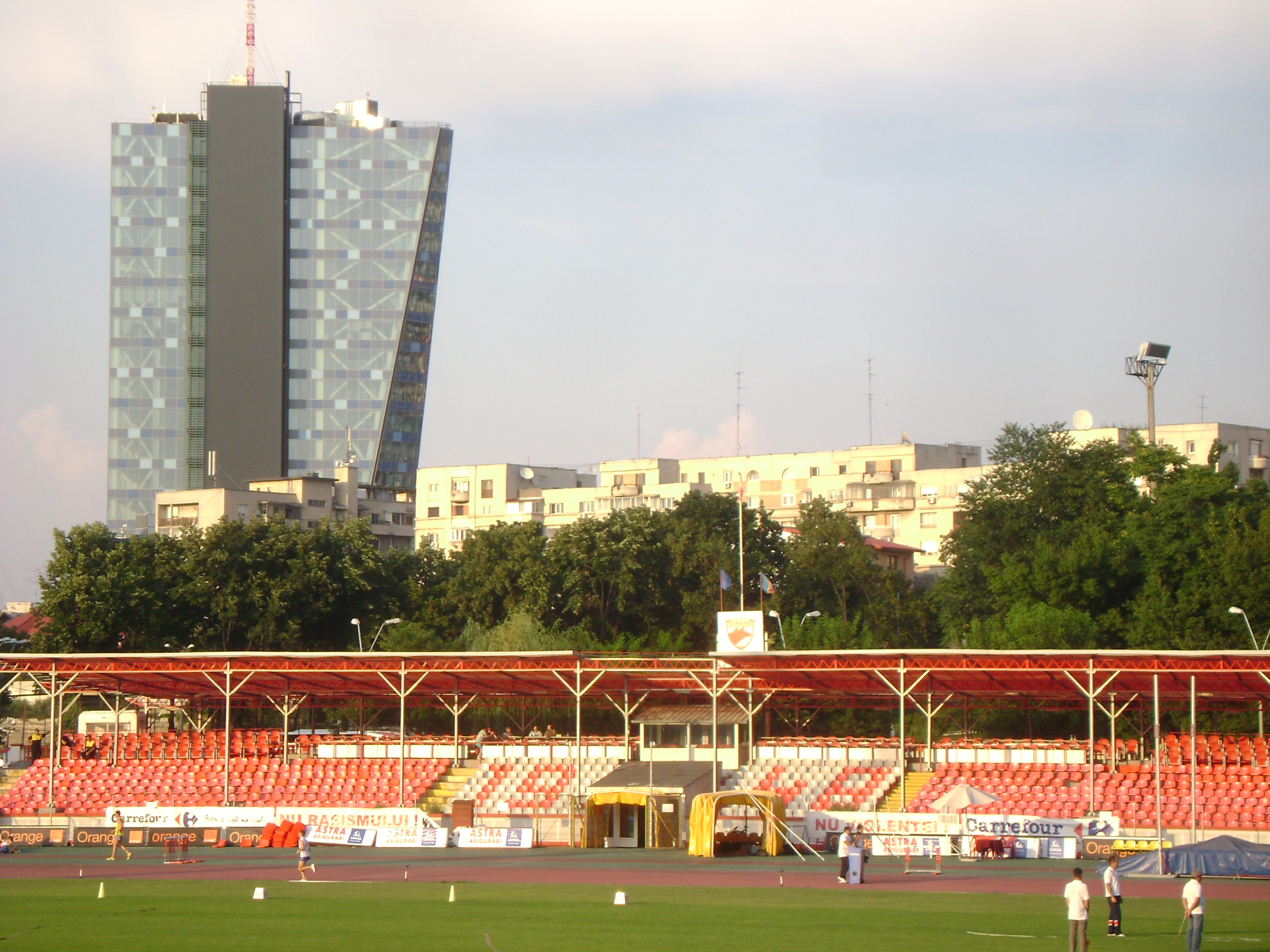
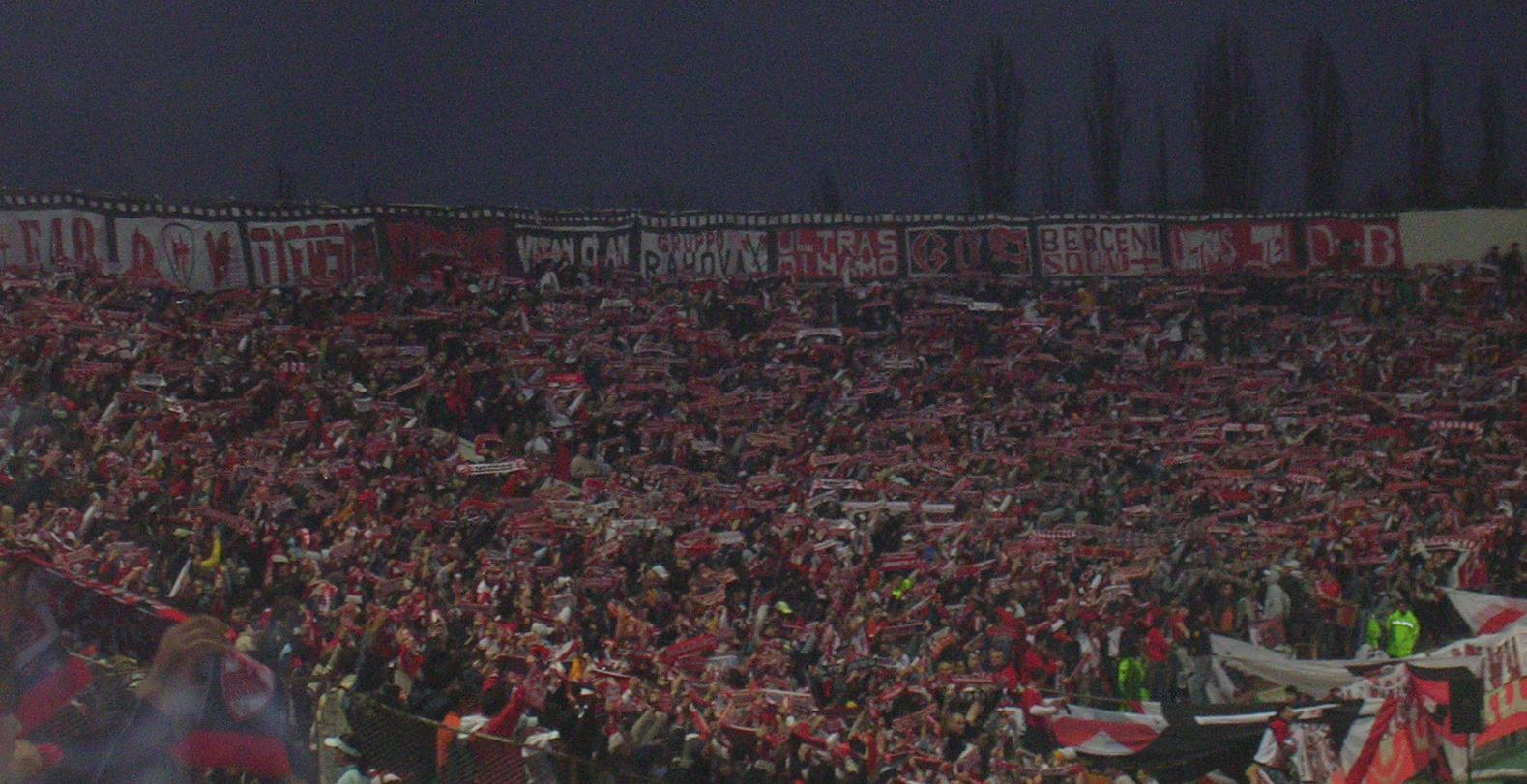
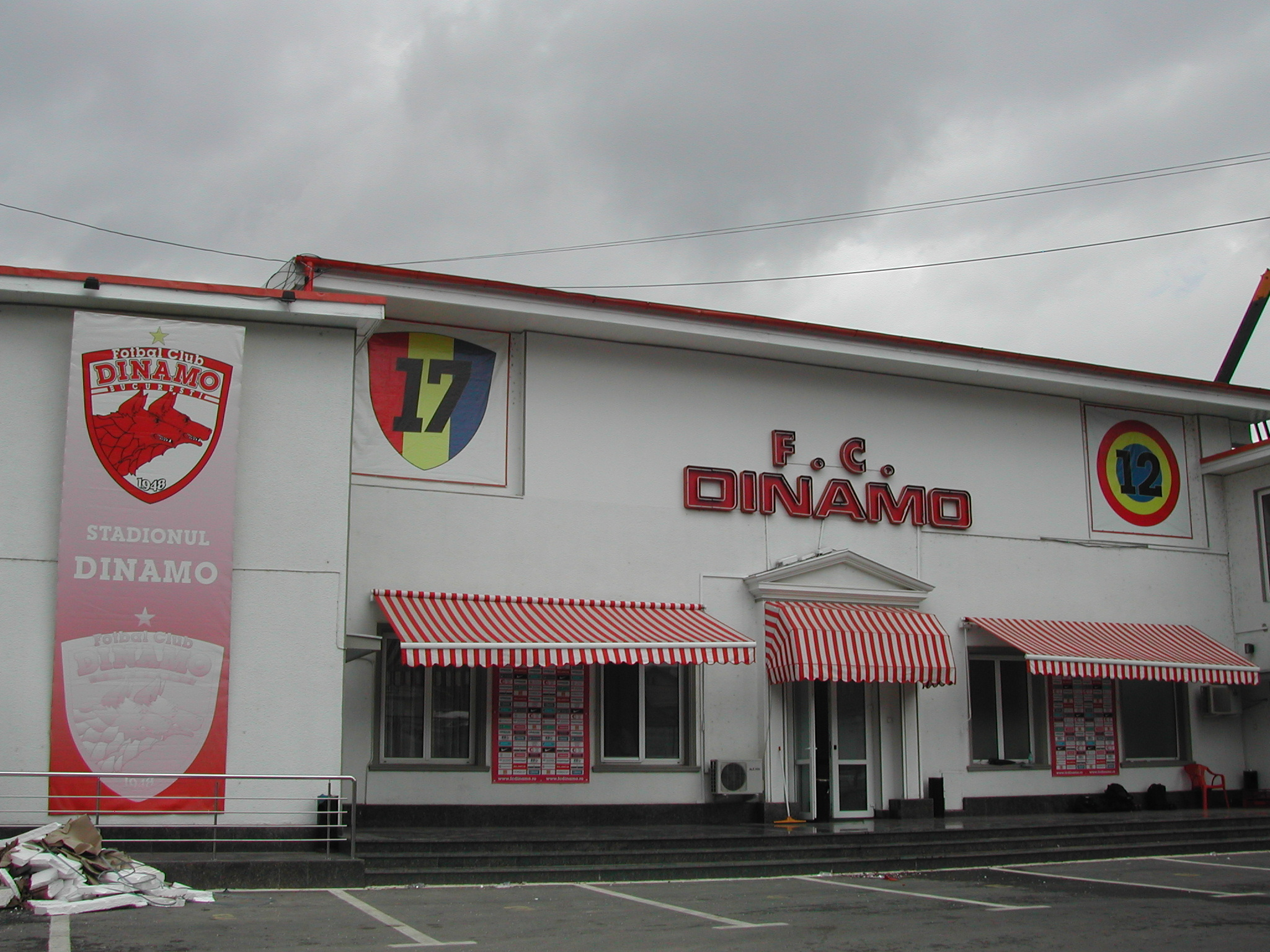